# Об'єднаний прогресивний альянс
Об'єднаний прогресивний альянс (англ. United Progressive Alliance) — лівоцентристська коаліція політичних партій в Індії. Сформована в 2004 році, найбільша партія — Індійський національний конгрес.